# Münchenski masakr
Münchenski masakr ili Münchenski olimpijski masakr (njem. Geiselnahme von München, engl. Munich massacre) predstavlja teroristički čin koji su izveli palestinski teroristi na predstavnike izraelskog olimpijskog tima tijekom ljetnih Olimpijskih igara 1972. u Münchenu.
Članovi palestinske terorističke organizacije Crni rujan upadaju 5. rujna, 11-og dana Igara, u Olimpijsko selo i uzimaju jedanaest izraelskih sportaša i trenera za taoce od kojih dva sportaša ginu u prva dva sata akcije. Crni rujan je operaciju nazvao "Ikrit i Biram", po dva kršćanska palestinska sela čiji su stanovnici pobijeni ili protjerani od stane Haganaha 1948. Njemačke vlasti pokušavaju kasnije bezuspješno osloboditi ostale taoce i tijekom te operacije svih devet taoca gine kao i pet terorista i jedan policajac. Sveukupno u Münchenu i u zračnoj luci Fürstenfeldbruck poginulo je 17 osoba. U osvetničkim akcijama koje su Izraelci poduzeli na osobe koje su bile povezane s masakrom gine još nekoliko osoba od kojih su bar dvije bile nevine.

## Otmica taoca
U 4.10 sati u jutro 5. rujna 1972. osam pripadnika palestinske terorističke organizacije Crni rujan prelazi preko ograde Olimpijskog sela kod vratnica 25A i upadaju u prostorije u kojima su bili smješteni izraelski športaši i njihovi treneri na adresi Connollystraße 31. Teroristi su bili naoružani s AK-47 puškama tako da nisu imali većih problema savladati izraelske športiste koji nisu zaključali vrata svojih prostorija u Olimpijskom selu. Njemačke vlasti su svjesno držale sigurnost na jednom nižem nivou, pokušavajući ostaviti pozitivan dojam i pokazati promjenu u odnosu na Olimpijske igre održane u Berlinu 1936. Jedanaest taoca koje su teroristi oteli bili su: David Mark Berger, Ze'ev Friedman, Yossef Gutfreund, Eliezer Halfin, Josef Romano, André Spitzer, Amitzur Schapira, Kehat Shorr, Mark Slavin, Yakov Springer i Mosche Weinberg. Weinberg i Romano bili su ranjeni na samom početku akcije. Weinberg kasnije pokušava pobjeći i biva ustrjeljen. Romano umire od posljedica ranjavanja dva sata poslije ranjavanja pošto teroristi nisu dopustili pristup liječnicima.
Teroristi su zahtijevali da se do 9 sati puste 232 Palestinca, koje su izraelske vlasti držale u svojim zatvorima kao i puštanje njemačkih terorista Andreasa Baadera i Ulrike Meinhof, pripadnika Frakcije Crvene armije, kao i japanskog teroriste Koze Okamote. Izraelska vlada kojoj je na čelu bila premijerka Golda Meir odbija ultimatum.

## Neuspjeli pokušaj oslobađanja talaca
Gradonačelnik Olimpijskog sela Walther Tröger, predsjednik njemačkog Olimpijskog športskog saveza Willi Daume, načelnik policije Manfred Schreiber, šef osiguranja XX. Olimpijskih igara, bavarski ministar unutarnjih poslova Bruno Merk i tadašnji njemački ministar unutarnjih poslova Hans-Dietrich Genscher nude se u zamjenu za izraelske taoce ali to teroristi ne prihvaćaju.
Četvrt sata prije isteka drugog ultimatuma pregovarači uspjevaju odgoditi ultimatum za još tri sata. Nakon ta tri sata Krizni stožer pokušava ponovo pregovarati s vođom terorista koji je sebe nazivao Issa. Uz pomoć predstavnika Arapske Lige i šefa egipatske delegacije Krizni stožer uspjeva produžiti odgodu ultimatuma za još pet sati, naime do 17.00 sati. Tijekom ovog perioda su teroristi putem radia i televizije saznali o namjerama njemačke policije za oslobađanju taoca. Ispostavilo se naime da njemačke vlasti nisu teroristima isključile struju i da nisu udaljili novinare iz Olimpijskog sela. Glede toga odustaje se od akcije.
Teroristi zatim zahtijevaju da im se omogući let do Kaira na što njemački pregovarači pristaju. Dva helikoptera njemačke granične policije (BGS) (njem. Bundesgrenzschutz) transportiraju teroriste i njihove taoce do zračne luke Fürstenfeldbruck gdje ih je čekao Boeing 727 s uključenim motorima i rezervoarima punim goriva. Njemačka policija planirala je napasti teroriste u zračnoj luci gdje su bila stacionirana petorica snajperista jer su mislili da je samo pet terorista, iako ih je u biti bilo osam. Nekoliko običnih policajaca bilo je u zrakoplovu želeći se predstaviti kao posada, no odustaju od akcije jer nisu bili podučeni za ovakvu vrst djelovanja. Čak i na krovovima zgrada zračne luke bili su obični policajci koji nisu prošli obuku snajperista. Naoružani su bili dugim cijevima tipa Heckler & Koch G3 iako je u to vrijeme policija u Münchenu već bila uvela efikasnije duge cijevi tipa Steyr SSG 69 kao dio svoga naoružanja. Policija je tek nakon dva sata došla na ideju pozvati blindirana vozila koja su zbog gustog prometa došla tek jedan sat poslije, kada su borbe skoro utihnule.
Dvojica terorista koji su se nazivali "Issa" i "Tony" dolaze do zaključka da u zrakoplovu nema posade. Oko 23 sata kad su se helikopteri pripremali udaljiti, snajperisti otvaraju vatru. Istovremenno je policija s reflektorima osvjetlila područje gdje su bili teroristi. Snajperisti nisu imali nikakav radio kontakt jedni s drugima tako da su djelovali bez prethodnog dogovora o ciljevima. Osim toga nisu imali ni noćne nišane kao ni zaštitne kacige. Tada je pogođen samo jedan terorist, "Tony", kojeg "Issa" ostavlja ležati i vraća se ostalim teroristima. Trojica terorista skrivenih iza helikoptera odgovaraju na vatru. Razmjena vatre je trajala oko 45 minuta prije nego što su došla policijska blindirana vozila. Vidjevši dolazak blindiranih vozila jedan od terorista u prvom helikopteru otvara vatru na bespomoćne taoce dajući mogućnost drugoj dvojici terorista da izađu iz svog zaklona. Istovremeno i on istrčava iz prvog helikoptera bacivši prije toga ručnu bombu na taoce koji svi ginu. Ova trojica terorista ginu bivajući pogođena od snajperista. Ostalih pet taoca u drugom helikopteru su također za vrijeme borbe ubijeni.
Oba helikoptera su trebala sletjeti tako im vrata budu okrenuta prema kontrolnom tornju kako bi svih pet snajperista imali slobodan prostor za vatreno djelovanje. Iz nepoznatih razloga oba helikoptera su sletjela licem okrenutim kontrolnom tornju pri čemu je peti snajperist ležao na liniji djelovanja trojice drugih snajperista. On je bio bez kacige i bez zaštitne pancirke, skriven iza omanjeg zida na pisti za polijetanje, između terorista i svojih kolega. U početku nije vatreno djelovao vjerojatno se bojeći da bi mogao zabunom nastradati od kolega ili stoga što mu je zaklon bio loš. Tek kada je jedan od terorista bježeći potrčao prema njemu, snajperist ga ubija pogotkom u glavu. To je privuklo pažnju upravo pristiglog policijskog pojačanja, koje, misleći da se radi o teroristu, otvara vatru na njega i na jednog od pilota koji se pokušavao skriti biježeći iz helikoptera. Pilot biva teško ranjen.
Akcija doživljava fijasko: Svi taoci su poginuli, policijski zapovjednik Anton Fliegerbauer, koji nije sudjelovao u pucnjavi i koji je to sve promatrao s kontrolnog tornja, smrtonosno je pogođen u glavu. Pilot helikoptera je teško ranjen i odvezen u bolnicu.

## Posljedice

### Za Igre
Unatoč otmici igre su nastavljene kao da se ništa nije dogodilo. Tek na brojne proteste drugih sudionika i posjetitelja Olimpijske se igre prekidaju na pola dana. Sljedećeg dana 6. rujna na Olimpijskom stadionu održana je komemoracija poginulim športašima na kojoj je prisustvovalo oko 80.000 posjetitelja i 3.000 sudionika Igara. Predsjednik Međunarodnog olimpijskog odbora, Avery Brundage, drži počasni govor koji završava riječima: The games must go on (hrv. Igre se moraju nastaviti). Na komemoraciji su sudjelovale i obitelji žrtava: Spitzerova udovica, Weinbergova majka i sestrična Carmel Eliash. Za vrijeme komemoracije Eliash kolabira i umire od srčanog udara.
Igre su trebale biti nastavljene nogometnom utakmicom između Zapadne Njemačke i Mađarske. Kada je nekoliko posjetitelja podiglo transparent na kojem je pisalo  "17 dead, already forgotten?" bivaju udaljeni sa stadiona od strane redara.
Olimpijska zastava i sve ostale zastave bile su spuštene na pola koplja na zahtjev Willyja Brandta. Deset arapskih nacija usprotivilo se takvom činu tako da su skoro istovremeno vraćene u početno stanje.
Ostali članovi izraelske delegacije napuštaju Njemačku istog dana praćeni jakim snagama osiguranja. Mark Spitz, plivač SAD-a koji je bio židovskog podrijetla napustio je Igre tijekom otmice bojeći se da bi mogao biti sljedeća meta. Do tada je već završio sve svoje nastupe. Egipatski tim je napustio Igre dan poslije bojeći se odmazde. Kompletne delegacije Filipina i Alžira napuštaju Njemačku kao i neki članovi Nizozemske i Norveške.

### Za izraelsku politiku
Tijela poginulih terorista izručena su Libiji i sahranjena uz najveće vojne počasti slaveći teroriste kao najveće heroje. Ostaloj trojici preživjelih terorista, koji su bili u zatvoru, nije nikada suđeno. Tijekom otmice jednog Lufthansinog zrakoplova, sa samo 12 putnika, 29. listopada 1972., otmičari traže puštanje na slobodu trojice preživjelih Palestinaca na što njemačka vlada odmah pristaje bez konsultacija s izraelskom. Pretpostavlja se da je njemačka vlada tako postupila iz straha da bi se teroristički akti na njemačke ciljeve mogli ponoviti.
Pošto je postalo jasno da teroristima neće biti zakonski suđeno od strane njemačkih vlasti, Golda Meir zajedno sa sigurnosnim kabinetom Izraela daje u nalog Mossadu osnivanje specijalne jedinice, nazvane Caesarea, koja će pronaći i likvidirati teroriste. Na čelu te jedinice bio je Ehud Barak kasniji premijer Izraela a operacija je nazvana: "Operation Wrath of God" (hrv. Božji bijes).
U sljedećih 20 godina pripadnici Mossada likvidirali su dvojicu od trojice Palestinaca koji su preživjeli München i najmanje još 12 Palestinaca za koje se smatralo da su sudjelovali u planiranju akcije u Münchenu:

Wael Zuaitir, predstavnik PLOa u Italiji likvidiran je 16. listopada. Muhammad Hamschiri predstavnik PLOa u Parizu gine od eksplozivne naprave na daljinsko upravljanje. Još nekoliko osumnjičenih terorista je likvidirano na Cipru, te u Grčkoj i Parizu.

Izraelski komandosi su 10. travnja 1973. izveli akciju i u samom Bejrutu tijekom koje su likvidirali: Abu Yusufa (navodnog zamjenika Yassera Arafata i vođu terorista), Kamala Adwana (navodnog Fatah zapovjednika) i glasnogovornika PLOa Kamala Nasira.
Mohammed Boudia, operacionalni šef terorističke grupe Crni rujan pogiba u eksploziji autobombe 28. lipnja 1973. u Parizu.
Mossad greškom likvidira marokanskog konobara Ahmeda Bouchikija u Lillehammeru misleći da se radi o Ali Hasan Salamehu, šefu Arafatove operacionalne grupe "Force 17" i članu "Crnog rujna". Norveška policija je uhitila pet Mossadovih agenata, od kojih su dva bile žene, koje osuđuje na zatvorske kazne ali su 1975. svi pomilovani i poslani za Izrael.
Salameh gine u Bejrutu 22. siječnja 1979. od eksplozije autobombe detonirane na daljinsko upravljanje.
Atif Bseisu, sudionik u planiranju Münchenskog masakra je ustrjeljen u Parizu 8. lipnja 1992.
Danas je još uvijek živ posljednji atentator, Jamal Al-Gashey, koji se navodno krije u Africi. Mohammed Daoud Oudeh (Abu Daoud) koji je sudjelovao u planiranju otmice, umro je 3. srpnja 2010. u Damasku. On je tvrdio da su novac za akciju dobili od sadašnjeg palestinskog predsjednika Mahmud Abbasa, što je kasnije opovrgao.

### Za borbu protiv terorizma u Njemačkoj
Postalo je jasno da policija u Bavarskoj nije bila dorasla zadacima koje je donijela kriza taoca, što je cijeli svijet mogao vidjeti uživo putem malih ekrana. Uporaba snaga Bundeswehra je u ovim trenutcima zakonski bila onemogućena iako je Bundeswehr imao obučene snajperiste za razliku od obične njemačke policije. Granična policija se prema njemačkom ustavu mogla pozvati u pomoć, ali takav poziv je mogla uputiti samo lokalna njemačka pokrajina (njem. Bundesland), što u ovom slučaju nisu napravili. Odgovorne osobe, prvenstveno kancelar Willy Brandt (SPD) i ministar unutarnjih poslova Hans-Dietrich Genscher (FDP), odbijaju ponuđenu pomoć Izraela koji je htio u pomoć poslati specijalnu antiterorističku jedinicu. Ovakve nepotvrđene izjave protumačene su u javnosti da su njemačke vlasti mislile da same mogu riješiti novonastalu krizu. Tadašnji ministar unutarnjih poslova Bavarske, Bruno Merk, tvrdio je da niti je bilo takve ponude od strane Izraela, niti da bi ta jedinica mogla stići istog dana. Teroristi su htjeli istog dana napustiti München, kako izraelskoj specijalnoj jedinici ne bi dali dovoljno vremena za akciju. Te iste godine 9. svibnja ta je jedinica spriječila palestinski napad na jedan Sabena zrakoplov u Tel Avivu.
U trenutku neuspjele akcije oslobađanja taoca u Njemačkoj nije postojala niti jedna specijalna anti-teroristička jedinica. Kao posljedicu svih događaja oko krize taoca ustrojava se specijalna jedinica u rujnu 1972. koja se zvala "Jedinica granične zaštite 9" (njem. Grenzschutzgruppe 9) (danas: "GSG 9 der Bundespolizei") koja prvi zadatak izvodi već u travnju 1973.

### Na njemačku unutarnju politiku
Događaji u Münchenu i zračnoj luci Fürstenfeldbruck utjecali su direktno na promjene unutarnje politike Zapadne Njemačke. Veliki broj Arapa protjeruje se iz Njemačke. Kao posljedicu protjerivanja Arapa, prvenstveno Palestinaca, dolazi do vala prosvjeda kako u Njemačkoj tako i u inozemstvu. Svi potencijalni palestinski teroristi, bez obzira na svoje zanimanje, mogli su se bez većih provjeravanja protjerati. Čak i arapski posrednici tijekom drame u zračnoj luci su protjerani. Veliki broj palestinskih udruga je zabranjen, između ostalih studentske i radničke udruge, što je bio pokazatelj da su i visokoobrazovane osobe bile pogođene ovakvim odlukama.
Još jedna od posljedica je bilo pojačanje kontrola na graničnim prijelazima i u zračnim lukama. Kritika upućena radu njemačke policije postaje glasna. Policija je tek kasnije ispitala poštanske službenike koji su promatrali kako palestinski teroristi ulaze u Olimpijsko selo i na taj način nisu imali relevantne informacije o broju terorista.
29. listopada 1972. otet je Lufthansing Boeing 727 koji je letio iz Bejruta u Frankfurt. Otela su ga trojica otmičara i naredili skretanje u Zagreb. Zahtijevali su oslobađanje trojice preživjelih počinitelja ovog pokolja. Nakon što je otmičarima udovoljeno, zrakoplov se zaputio u Libiju u Tripoli, gdje su svi taoci naposljetku pušteni.
Dr Njemačka pomaže i liječi Abu Daouda poslije njegove neuspjele likvidacije u Varšavi. DDR je imao specijalan odnos s PLOom.
Willy Brandt posjećuje 7. lipnja 1973. kao prvi njemački kancelar Izrael. Službeno se nije razgovaralo o događajima u Münchenu.

## Filmovi
- München (2005) - redatelja Stevena Spielberga
- 21 Hours at Munich - redatelja Williama A. Grahama
- One Day in September - redatelja Kevina Macdonalda
- Sword of Gideon - redatelja Michaela Andersona
- 1972, - redateljice Sarah Morris

## Nastradali u Münchenskom masakru
Nastradali tijekom upada terorista u Olimpijsko selo
- Moshe Weinberg (trener)
- Yossef Romano (dizač utega)

Ustrjeljeni i raznijeti od granate u helikopteru D-HAQO  (istočni helikopter) po rasporedu sjedenja s lijeva na desno
- Ze'ev Friedman (dizač utega)
- David Mark Berger (dizač utega)
- Yakov Springer (sudac)
- Eliezer Halfin (hrvač)

Ustrjeljeni u helikopteru D-HADU (zapadni helikopter) po rasporedu sjedenja s lijeva na desno
- Yossef Gutfreund (sudac)
- Kehat Shorr (trener)
- Mark Slavin (hrvač)
- Andre Spitzer (trener)
- Amitzur Shapira (trener)

Ustrjeljen u zračnoj luci
- Anton Fliegerbauer (njemački policajac)

Teroristi poginuli od strane njemačke policije
- Luttif Afif (alias Issa)
- Yusuf Nazzal (Tony)
- Afif Ahmed Hamid (Paolo)
- Khalid Jawad (Salah)
- Ahmed Chic Thaa (Abu Halla)

## Vanjske poveznice
- | Logotip Zajedničkog poslužitelja | Zajednički poslužitelj ima još gradiva o temi Münchenski masakr |
- Stranica s dokumentima
- One Day in September IMDb
- 21 Hours at Munich IMDb
- München – film s informacijama o događajima
- RAF-ovo priopćenje povodom atentata
- The Israeli Response to the 1972 Munich Massacre — Detaljan pregled Münchenski masakr
- A Tribute to the 1972 Israeli Olympic Athletes — Životopisi i fotografije svih nastradalih Izraelaca
- Time Magazine  Arhivirana inačica izvorne stranice od 16. lipnja 2013. (Wayback Machine), 4. prosinca 2005.
- Govor Ankie Spitzer   Arhivirana inačica izvorne stranice od 30. listopada 2006. (Wayback Machine)
- Pregled svih izraelskih osvetničkih akcija